# Namuyi
Le namuyi (ou namuzi, en chinois 纳木兹语 nàmùzīyǔ) est une langue tibéto-birmane parlée en Chine dans la province du Sichuan. Ses locuteurs, au nombre de 4 000, font partie de la nationalité tibétaine. C'est une langue à quatre tons.

## Classification interne
Le namuyi appartient au groupe des langues na-qianguiques à l'intérieur de la famille des langues tibéto-birmanes.  À l'intérieur de ce vaste groupe, il est rattaché aux langues naïques.
La langue compte deux dialectes : le namuyi de l'Est et le namuyi de l'Ouest. Les locuteurs utilisent le chinois pour communiquer d'un dialecte à l'autre.

## Sources
- (en) Namuyi dans Glottolog
- (zh + en) Huang Bufan (Éditeur), Xu Shouchun, Chen Jiaying, Wan Huiyin, 1992, A Tibeto-Burman Lexicon, Pékin, Presses de l'Université Centrale des Minorités.

## liens externes
- (en) Fiche langue [nmy] dans la base de données linguistique Ethnologue.